# Jesinghauser Straße (Quartier)
Das Wuppertaler Wohnquartier Jesinghauser Straße ist eines von neun Quartieren des Stadtbezirks Langerfeld-Beyenburg.

## Geographie
Das 0,62 km² große Wohnquartier liegt im Osten Wuppertals im Schwelmetal entlang der gleichnamigen Jesinghauser Straße und der Dahler Str, der Bundesstraße 7. 
Im Osten befindet sich an der Stadtgrenze zu Schwelm die Anschlussstelle Wuppertal-Langerfeld der Bundesautobahn 1. Die Grenze zum nördlich benachbarten Wohnquartier Löhrerlen wird durch die stillgelegte Bahnstrecke Düsseldorf-Derendorf–Dortmund Süd („Wuppertaler Nordbahn“) gebildet, die südliche Grenze zu Langerfeld-Mitte durch die Bahnstrecke Elberfeld–Dortmund. Das Wohnquartier ist auf der gesamten Fläche mit Wohnhäusern bebaut. Im Süden befindet sich an der Bahnstrecke Elberfeld–Dortmund der Rangierbahnhof Wuppertal-Langerfeld.

## Infrastruktur
Im Quartier Jesinghauser Straße gibt es mit dem Sportplatz Grundstraße und dem Sportplatz Höfen zwei stadteigene Sportanlagen, zwei Tankstellen, ein Möbelhaus und drei Discount-Einkaufsmärkte.
An kleineren Firmen sind dort z. B. eine Spedition, ein Metallwarenbetrieb, ein Werkzeughandel, ein Zeitungsantiquariat und ein Computer-Systemhaus ansässig.
Ein griechisches und ein chinesisches Restaurant bieten ihre kulinarischen Genüsse an.